# 부산공업고등학교
부산공업고등학교(釜山工業高等學校)는 대한민국 부산광역시 남구 대연동에 있는 공립 고등학교이다.

## 학교 연혁
- 1924년 5월 5일 : 부산 공립공업보습학교 설립인가(2년제)
- 1933년 6월 8일 : 부산공립직업학교로 개칭 (3년제)
- 1940년 4월 19일 : 부산공립공업학교 설립인가 및 부산공립직업학교 병행(5년제)
- 1944년 4월 1일 : 부산 제1공립공업학교로 개칭
- 1946년 8월 31일 : 부산공립직업학교(부산공립공업학교 병설) 폐지
- 1946년 9월 1일 : 부산공립공업중학교로 개편(6년제)
- 1951년 8월 31일 : 중학교 과정 폐지, 부산공업고등학교로 개편(3년제)
- 1972년 12월 20일 : 문현동 교사에서 현 위치로 신축 이전
- 1994년 12월 20일 : 부산공업고등학교 청운관(체육관) 준공
- 2002년 3월 4일 : 실내 야구 연습장 준공
- 2009년 3월 3일 : 야구부 합숙소 증축
- 2009년 8월 28일 : 특성화고등학교 지정(부품가공, 금형제작 분야)
- 2009년 9월 18일 : 도서관 리모델링 개관식
- 2010년 5월 28일 : 인조잔디운동장 준공 완료
- 2012년 4월 30일 : 제88주년 개교기념식 및 신양생활관 개관식(22회 정성규 동문 기증)
- 2015년 11월 10일 : 부산광역시교육청 자율학교 지정
- 2016년 3월 1일 : 교육부 지정 국가직무능력표준(NCS) 기반 교육과정 편성운영 연구학교(2016~2018학년도)
- 2022년 9월 1일 : 제22대 예성일 교장 취임
- 2023년 12월 22일 : 제98회 졸업식(졸업생 192명, 총 졸업생 40,536명)
- 2024년 3월 4일 : 제101회 입학식(10학급 213명)

## 설치 학과
- 기계과
- 전기과
- 건축토목과

## 참고 자료
- 부산공업고등학교 - 한국교육학술정보원 학교알리미